# Stazione di Novi San Bovo
La stazione ferroviaria di Novi San Bovo è uno scalo di smistamento e deposito locomotive, parzialmente in disuso, che sorge in località San Bovo a Novi Ligure.

## Storia
Nel 1884 venne approvato il provvedimento per la costruzione a Novi Ligure di un parco ferroviario contenente almeno 500 vagoni per fronteggiare le richieste per le merci provenienti dal porto di Genova.
Lo scalo merci una volta completato poteva ospitare 500 carri.
La stazione venne aperta nel 1885 con il nome di Parco dei Vagoni.
Nel 1889 divenne il primo scalo merci d'Italia e già nel 1891 venne dotato di illuminazione elettrica con lampade ad arco.
L'imprenditore novese Edilio Raggio, fornitore unico delle ferrovie per il carbone, nel 1902 costruisce un impianto di lavatura dei carboni e potenzia la produzione della carbonifera di Novi Ligure già presente presso lo scalo San Bovo con relativo aumento, tra Genova e Novi, del già fitto traffico merci .
L'8 luglio 1944 nel gravissimo bombardamento alleato su Novi Ligure che provocò circa 100 morti vennero danneggiate anche la stazione ferroviaria e lo scalo merci di San Bovo.
Nel giugno del 1965 a San Bovo venne demolita una locomotiva FS E.550, uscita proprio in quell'anno dall'esercizio attivo.
Il 25 maggio 1976 l'ultimo treno a trazione trifase percorse la linea Alessandria-Acqui, ultima linea trifase ad essere convertita a corrente continua. In seguito vennero depositate fino al 1985 prima di essere demolite, a inizio anni ottanta erano ancora presenti E.432 nel deposito.
Nel 2002 è stato un progetto preliminare per un futuro parco logistico integrato.
Il 7 febbraio 2010 c'è stata una piccola perdita di GPL da una ferrocisterna partita da Marsiglia e diretta a Cervignano del Friuli, l'esigua perdita ha comunque richiesto l'intervento dei Vigili del Fuoco del Comando provinciale di Alessandria.
La scalo di smistamento ha una superficie di 0,40 km² (40 ettari) e ha 62 binari per complessivi 28,5 km di tracciato interno alla stazione. La movimentazione raggiunge 2.400 carri/giorno, grazie anche alla sua posizione vicina agli stabilimenti Baglietto, ILVA e Italcementi.